# Proteína relacionada con el agutí
La proteína relacionada con el agutí (no confundir con los agutíes, ñeques,  picures, jochis, sereques, seretes,anujes, guatuzas, guaras, guatines o cococoquico del género Dasyprocta)  (abreviada a AgRP por su nombre en inglés, agouti-related protein) es un neuropéptido de 132 aminoácidos. Fue aislado y clonado por la similitud que presentaba respecto a la proteína agutí. La AgRP principalmente se expresa en el núcleo arqueado y la médula adrenal, en el primer sitio actúa paralelamente con el NPY estimulando el apetito.

## Estructura
AgRP es una molécula de señalización paracrina compuesta de 132 aminoácidos. Se identificaron de forma independiente por dos equipos en 1997 en función de su similitud con la secuencia del péptido de señalización agutí (ASIP), una proteína sintetizada en la piel que controla el color del pelaje. AgRP es aproximadamente un 25% idéntica a la ASIP. El homólogo murino de AgRP se compone de 131 aminoácidos y comparten el 81% de identidad de aminoácidos con la proteína humana. Los estudios bioquímicos indican AgRP es muy estable a la desnaturalización térmica y la degradación de ácido. Su estructura secundaria se compone principalmente de hélices alfa y laminas beta. AgRP se encuentra en 16q22 del cromosoma humano y en el cromosoma de ratón en 8D1-D2.

## Papel en la regulación del apetito
La proteína, identificada en 1997, es un potente antagonista competitivo de los receptores de melanocortina MC3 y MC4 constituyendo un importante factor del proceso metabólico que regula el comportamiento alimentario y el peso corporal. Este neuropéptido se encuentra en el hipotálamo y sus niveles están elevados en los sujetos obesos, como han demostrado algunos estudios en roedores en los que la administración de esta sustancia aumenta notablemente la ingesta de alimento y el peso de los animales. Igualmente, los ratones transgénicos que expresan AgrP en cantidades excesivas desarrollan obesidad. En el ser humano, se ha descubierto que los sujetos los que existe un gen polimórfico de la AgrP son genéticamente delgados.
La proteína reacciona e interactúa con los factores orexígenos y anorexígenos controlando el apetito y el gasto energético. Esta proteína es un poderoso regulador de la ingesta alimentaria y en el proceso metabólico. La obesidad en los seres humanos está relacionada con niveles altos de la proteína en el hipotálamo.
Su funcionamiento se basa en el antagonismo competitivo en los receptores hipotalámicos MC4, bloqueando la acción anorexígena de las melanocortinas o MHS, lo que conduce a experimentar una sensación excesiva de apetito. Se manifiesta con niveles elevados en el núcleo arqueado en las mismas neuronas que expresan NPY (neuronas AgRP/NPY). Esta acción de la neurona provocará un incremento de retroalimentación de la leptina.